# Lil' L.O.V.E.
"Lil' L.O.V.E." è una canzone scritta dalla cantante statunitense Mariah Carey e da James Phillips per l'album di Bone Thugs-N-Harmony Strength & Loyalty del 2007, da cui è stato estratto come secondo singolo. Il brano figura la partecipazione anche di Bow Wow.

## Remix ufficiali
1. Lil' L.O.V.E. (Clean)
2. Lil' L.O.V.E. (Explicit)
3. Lil' L.O.V.E. (Edit)
4. Lil' L.O.V.E. (Instrumental)

## Classifiche
| Classifica (2007)                | Posizione più alta |
| -------------------------------- | ------------------ |
| Billboard Bubbling Under Hot 100 | 17                 |
| Billboard Hot R&B/Hip-Hop Songs  | 66                 |
| Billboard Hot Rap Tracks         | 24                 |
| Nuova Zelanda                    | 6                  |
| Portogallo                       | 25                 |